# Стойковци
Стòйковци е село в Северна България, община Габрово, област Габрово.

## География
Село Стойковци се намира на около 3 km изток-югоизточно от центъра на град Габрово, около километър северно от габровския квартал Беленци и около 1,5 km югозападно от село Борики. Разположено е в югозападната част на Габровските възвишения, по билото на тяхно разклонение с направление север – юг, на разстояние около километър северно от Жълтешката река, десен приток на Янтра. Надморската височина в центъра на Стойковци е около 535 m.
Населението на село Стойковци, наброявало 69 души при преброяването към 1934 г., намалява до 14 души към 1992 г. и след известни промени на числеността през следващите години, към 2019 г. наброява (по текущата демографска статистика за населението) 8 души.

## История
През 1966 г. дотогавашното населено място село Стойкювци е преименувано на Стойковци, през 1971 г. село Стойковци е закрито и присъединено към Габрово, през 1981 г. селото е отделено от град Габрово и възстановено.

## Население
Преброяване на населението през 2011 г.
Численост и дял на етническите групи според преброяването на населението през 2011 г.:
|                     | Численост | Дял (в %) |
| Общо                | 11        | 100,00    |
| Българи             | 11        | 100,00    |
| Турци               | 0         | 0,00      |
| Цигани              | 0         | 0,00      |
| Други               | 0         | 0,00      |
| Не се самоопределят | 0         | 0,00      |
| Неотговорили        | 0         | 0,00      |